# Bolitoglossa cuna
Bolitoglossa cuna es una especie de salamandras en la familia Plethodontidae.
Es endémica de la provincia de Panamá, en la base de la cordillera de San Blas.
Su hábitat natural son los bosques húmedos tropicales o subtropicales a baja altitud.
Está amenazada de extinción debido a la destrucción de su hábitat.